# Massiac
Massiac is een gemeente in het Franse departement Cantal (regio Auvergne-Rhône-Alpes). De plaats maakt deel uit van het arrondissement Saint-Flour. Massiac telde op 1 januari 2022 1.801 inwoners.

## Geografie
De oppervlakte van Massiac bedroeg op 1 januari 2022 34,78 vierkante kilometer; de bevolkingsdichtheid was toen 51,8 inwoners per km².
De onderstaande kaart toont de ligging van Massiac met de belangrijkste infrastructuur en aangrenzende gemeenten.

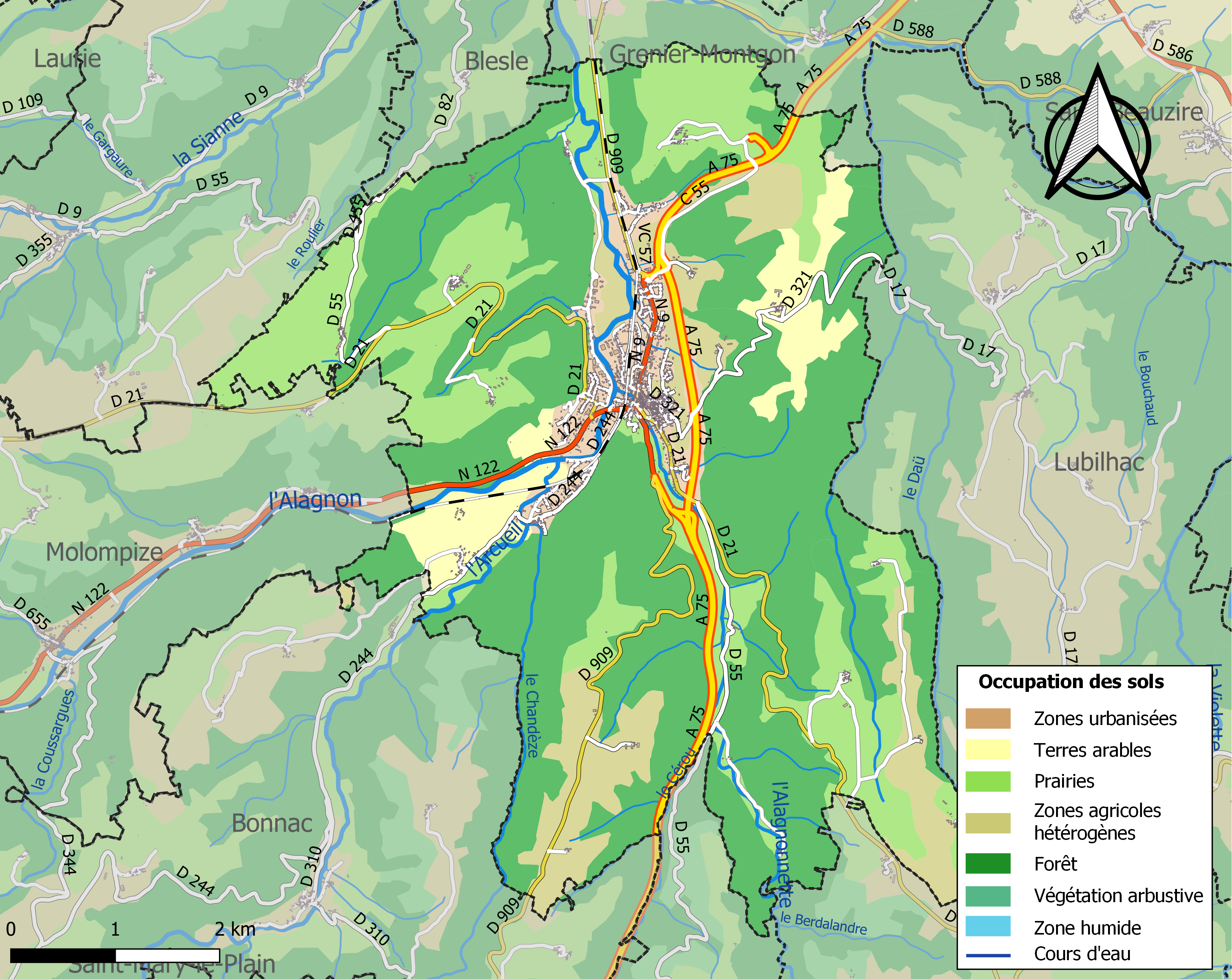

## Verkeer en vervoer
In de gemeente ligt spoorwegstation Massiac.

## Demografie
Onderstaande figuur toont het verloop van het inwonertal (bron: INSEE-tellingen).

Vanwege een beveiligingsprobleem met de MediaWiki Graph-software is het momenteel niet mogelijk deze grafiek weer te geven. Zodra de software is bijgewerkt zal de grafiek vanzelf weer zichtbaar worden.

## Foto's

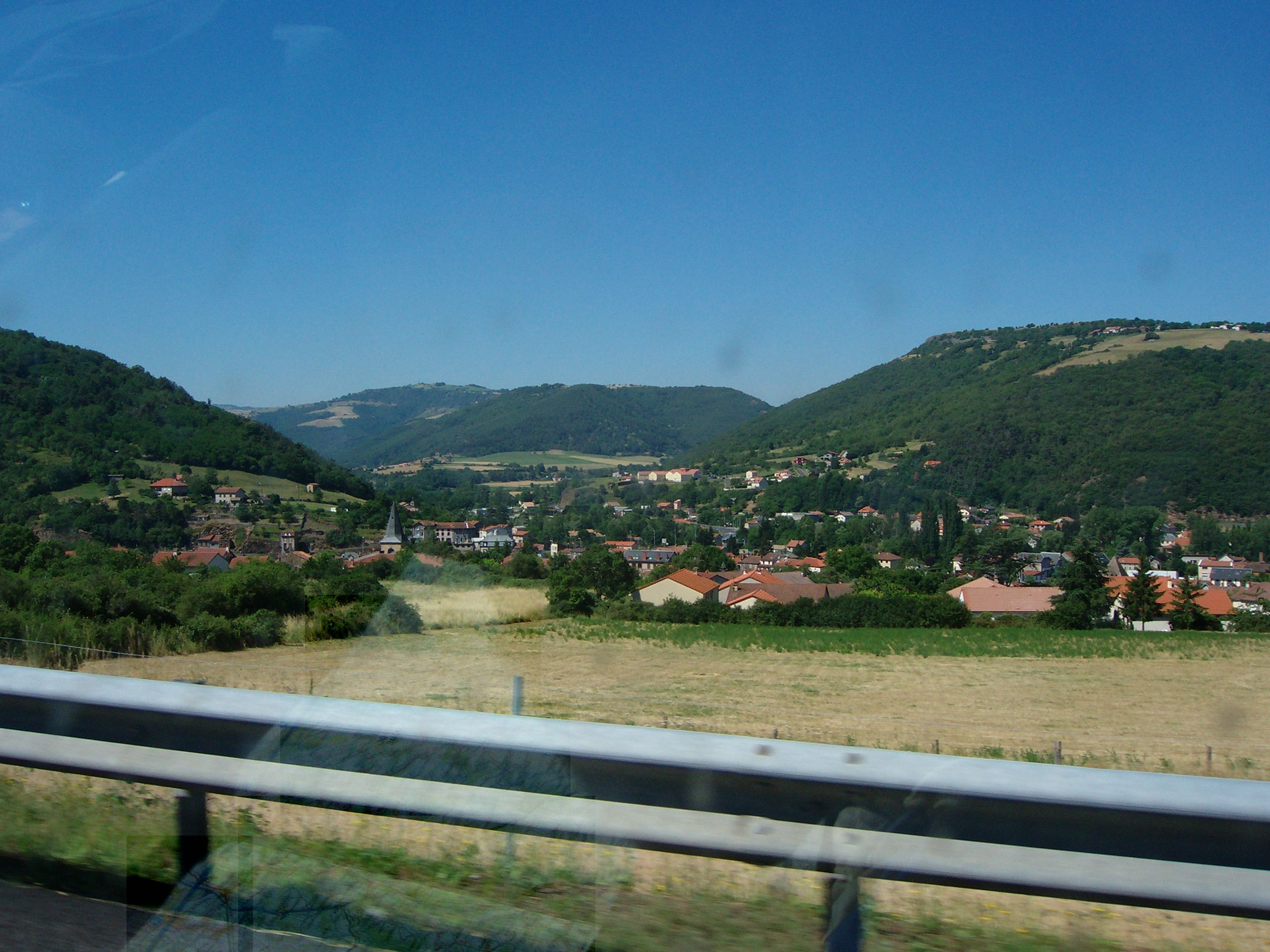
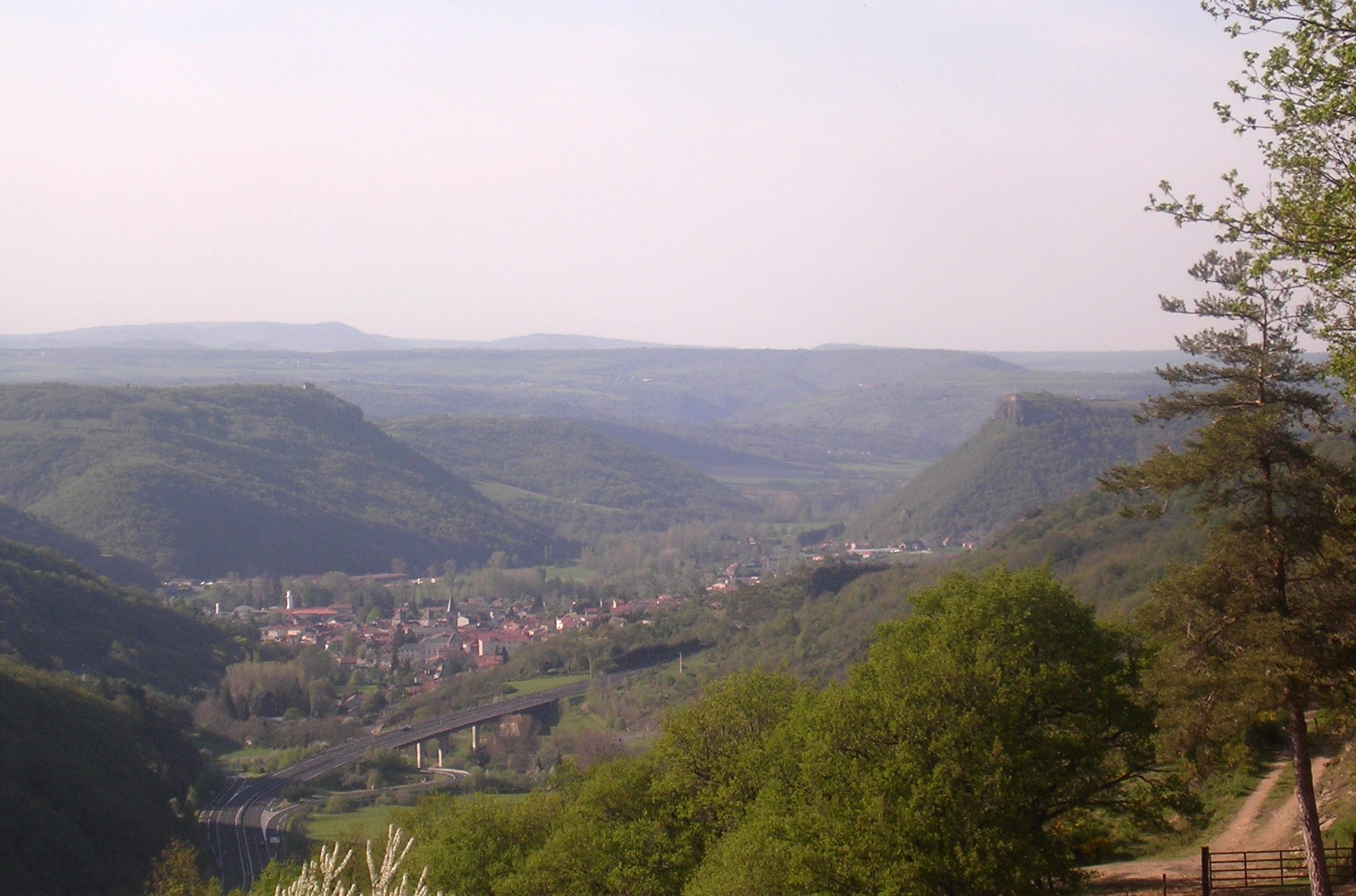